# Туробоев, Музаффарбек
Музаффарбек Туробоев (узб. Muzaffarbek Toshtemir oʻgʻli Toʻroboyev; род. 5 апреля 2000, Байсунский район, Сурхандарьинская область) — узбекский дзюдоист, бронзовый призёр летних Олимпийских игр 2024 года, чемпион мира 2022 в личных соревнованиях, бронзовый призёр 2021 в миксте, чемпион летних Азиатских игр 2022 года, бронзовый и золотой призер чемпионатов Азии 2021 и 2024. Заслуженный спортсмен Республики Узбекистан (2023).

## Биография
Родился в Байсунском районе Сурхандарьинской области. Его отец — Тоштемир Мухаммадиев, абсолютный чемпион мира по борьбе кураш. Его старший брат Шерхон и младший брат Уткирбек Туробоевы также являются дзюдоистами. 

## Карьера
Является членом сборной команды Узбекистана по дзюдо с 2017 года.
На летних Олимпийских играх 2024 года в Париже в 1/8 финала Музаффарбек вышел на татами с казахским дзюдоистом Нурлыханом Шарханом и выиграл со счетом 11-1. В четверьтфинале со счетом 11-0 победил дзюдоиста из Нидерландов Михаэля Коррела. Затем в полуфинале проиграл действующему чемпиону мира по дзюдо - представителю Азербайджана Зелиму Коцоеву. И наконец в поединке за третье место одолел в схватке испанского спортсмена Николоза Шеразадишвили и завоевал бронзовую медаль.
В августе 2024 года за выдающийся вклад в поднятие на новый уровень олимпийского движения в стране, популяризацию физической культуры и спорта, всесторонне достойное выступление на XXXIII летних Олимпийских играх в городе Париже (Франция) указом Президента Узбекистана награжден орденом «Дўстлик».